# Lee Harvey Oswald
Lee Harvey Oswald (New Orleans, Louisiana, 18 oktober 1939 – Dallas, Texas, 24 november 1963) is de door de Commissie-Warren aangewezen dader van de moord op president Kennedy van de Verenigde Staten en de daaropvolgende moord op politieagent J.D. Tippit 45 minuten later. Er heeft nooit een strafrechtelijke vervolging kunnen plaatsvinden om zijn schuld te bewijzen.
Of Oswald daadwerkelijk de dader van de moord(en) was is een onderwerp van voortdurende discussie, controverse en complottheorieën. Er bestaat discussie of het tegen hem verzamelde bewijsmateriaal rechtens voldoende zou zijn geweest voor een veroordeling.
De na de moord op de president ingestelde officiële onderzoekscommissie, de Commissie-Warren, wees hem als enige verdachte aan. Deze conclusie werd later van verschillende kanten aangevochten. Twee dagen na de moord op Kennedy werd Oswald op het politiebureau van Dallas vermoord door nachtclubeigenaar Jack Ruby. Hierdoor kon Oswald niet meer worden voorgeleid en als verdachte worden verhoord en eventueel strafrechtelijk vervolgd.

## Levensloop

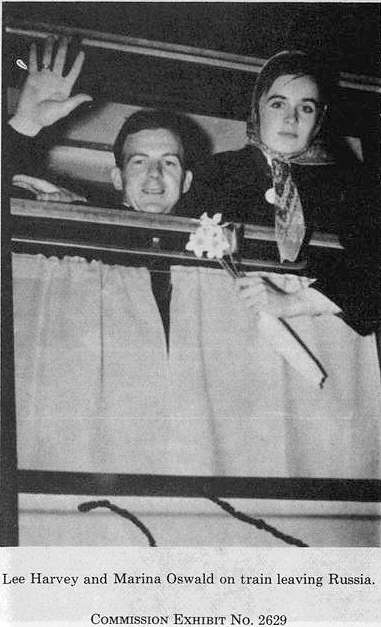
Lee en Marina

Oswald werd geboren in New Orleans in de staat Louisiana. Hij had een zeer onrustige jeugd: zijn vader stierf voor zijn geboorte en zijn moeder was twistziek hoewel ze hem ook adoreerde. Het gezin (met nog een oudere broer en een halfbroer) was voor Oswald's achttiende verjaardag al 22 maal verhuisd. Lee had twaalf verschillende scholen bezocht.
Na Oswald's achttiende verjaardag kwam hij bij het korps mariniers (USMC) waar hij een vreemde eend in de bijt was vanwege zijn leesmanieren en zijn interesse in het communisme. Desondanks kreeg hij een training als radarspecialist (waar een hoge veiligheidsklassering voor nodig was). Hij werd gestationeerd op de mariniers luchtvaartbasis El Toro in het Californische Irvine en later op een luchtvaartonderdeel voor de marine in het Japanse Atsugi. Dit was een basis voor spionagevluchten boven de Sovjet-Unie. Hij was in deze tijd geabonneerd op het communistische blad "The Worker" en leerde vloeiend Russisch onder onopgehelderde omstandigheden. Blijkens getuigenissen van collega mariniers was hij geen beste schutter.
Hierna verliet Oswald het korps mariniers en verbleef hij twee jaar in de Sovjet-Unie waar hij op 30 april 1961 trouwde met de twee jaar jongere Marina Proesakova (een studente farmacie). Hun eerste dochter werd daar in februari 1962 geboren. In juni 1962 keerde hij met zijn vrouw terug naar de Verenigde Staten waar hij diverse baantjes had in het gebied rond Dallas en Fort Worth in Texas. Hij bewoog zich in kringen van anticommunistische Russen waarvan de belangrijkste de aristocraat en CIA-agent George de Mohrenschildt was. Eind oktober 1963 werd hun tweede dochter geboren.

## Moord op Kennedy
Volgens de Commissie-Warren kocht Oswald in maart 1963 via een postorderbedrijf een uit de Tweede Wereldoorlog stammend geweer en een revolver onder het alias Alex J. Hiddell. Deze werden later in verband gebracht met de moord op de president die plaatsvond op 22 november 1963. Oswald werd enkele uren na de moord aangehouden maar ontkende de schoten op de president te hebben afgevuurd of iets tegen Kennedy te hebben. Tijdens zijn ondervraging door de politie (die deels met een leugendetector plaatsvond) ontkende Oswald het geweer gekocht te hebben: de handtekening onder het bestelformulier voor het geweer was volgens Oswald niet door hem geplaatst. Politiek was hij niet gemotiveerd noch zei hij lid te zijn van de Communistische Partij. Tegen journalisten zei hij later: I didn't shoot anyone en I'm just a patsy ("Ik heb niemand neergeschoten" en "Ik ben slechts een zondebok").

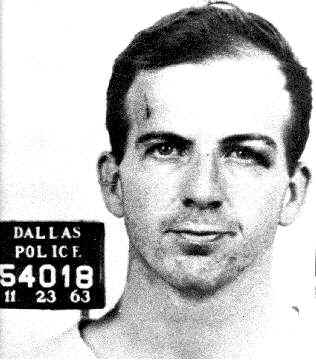
Oswald (politiefoto 1963)

### Onschuldig?
Critici van de Commissie-Warren wijzen op de onschuld van Oswald en/of het bestaan van meerdere daders. De belangrijkste van hen was Jim Garrison (destijds officier van justitie te New Orleans waar Oswald in de tijd voor de moord ook regelmatig te vinden was en waar hij vele ontmoetingen had in het anticommunistische circuit). Op Garrisons boek Op het spoor van de moordenaars baseerde de cineast Oliver Stone zijn geruchtmakende film JFK uit 1991 waarin de vermoedelijke moordenaars van de president worden gezocht in kringen van de CIA. Volgens Garrison, en ook Stone, werd Oswald als geheim agent door zijn superieuren wijs gemaakt dat hij doordrong in een communistisch complot, dat ten doel had om de president te vermoorden. Dat zou, aldus Garrison, verklaren waarom Oswald actie voerde namens het comité 'Fair Play for Cuba.' In werkelijkheid echter werd hij erin geluisd door CIA-medewerkers die na de moord op de president het 'communisme' van Oswald misbruikten om hem de moord op de president in de schoenen te schuiven. Garrison en Stone schetsen het beeld van een Oswald die meerdere pogingen doet om zijn superieuren te waarschuwen dat Kennedy zal worden vermoord, maar dat zijn waarschuwingen in laden verdwijnen.
Recentelijk  werd beweerd dat Oswald onschuldig was door de voormalige CIA-man James Files die zegt dat hijzelf het dodelijke schot op de president heeft afgevuurd. Bij zijn arrestatie beschikte Oswald over het telefoonnummer van FBI-agent James Hosty (zowel privé als op diens kantoor). Getuigen beweren dat Oswald dagen voor zijn dood nog met deze FBI-agent had gesproken. Hij had ook bij het FBI-kantoor een briefje afgeleverd voor Hosty maar dat is door de FBI-leidinggevende door de wc gespoeld. Documenten waaruit definitief zou kunnen blijken of Oswald inderdaad een geheim agent was zijn echter tot het jaar 2029 officieel staatsgeheim.

### Moord op Oswald
Oswald werd twee dagen na de moord op de president in het politiebureau van Dallas neergeschoten door nachtclubeigenaar Jack Ruby toen hij op het punt stond om te worden overgebracht naar de lokale gevangenis. Het gebeurde voor de draaiende camera van de Amerikaanse televisie zodat miljoenen Amerikanen de moord op Oswald rechtstreeks op het scherm konden zien. De kogel doorboorde zijn lever, milt en aorta. Oswald overleed diezelfde dag in het Parklandziekenhuis te Dallas (waar artsen twee dagen eerder hadden gepoogd om president Kennedy te redden). Hierdoor kon Oswald niet aan de rechter worden voorgeleid. Oswald werd op 24 november 1963, 13:07 uur dood verklaard (iets meer dan 48 uur na het overlijden van John F. Kennedy).

### Onderzoek
Door de nieuwe president Lyndon B. Johnson werd op 29 november 1963 de officiële Commissie-Warren opgericht om de moord op de president te onderzoeken. De conclusie van de Commissie luidde dat Kennedy door Oswald was vermoord en dat hij alleen had gehandeld. Deze bevinding van de Commissie-Warren zou later de geschiedenis ingaan als de lone gunman theory (theorie van de eenzame schutter). In een later onderzoek door de speciale Enquêtecommissie van het Huis van Afgevaardigden (HSCA) aan het eind van de jaren zeventig echter werd de conclusie getrokken dat het wel degelijk om een mogelijke samenzwering ging waarbij Lee Harvey Oswald was betrokken.
Volgens dit tweede onderzoek had Oswald drie schoten op Kennedy gevuurd en had hij Kennedy vermoord en Connally verwond. Maar er was een vierde schot richting de limousine afgevuurd: deze was van voren gekomen maar had niets geraakt. De conclusie over het vierde schot was gebaseerd op geluidsmateriaal. De betrouwbaarheid van dat materiaal werd later echter aangevochten. In het tweede onderzoek werd aandacht besteed aan diverse samenzweringstheorieën waarbij geen duidelijke keuze werd gemaakt voor de ene of de andere theorie. Wel is sindsdien het officiële standpunt van de Amerikaanse overheid over de moord op de president niet langer gelijkluidend met de conclusies van de commissie-Warren.
Over de vraag wie precies verantwoordelijk is of zijn voor de moord op president Kennedy, wat Oswald daarmee te maken had en in wiens opdracht Oswald vervolgens vermoord werd bestaan inmiddels tal van theorieën.